# Monocardia
Monocardia es un género con cuatro especies de plantas de flores perteneciente a la familia Scrophulariaceae. 

## Especies seleccionadas
- Monocardia albida
- Monocardia humilis
- Monocardia lilacina
- Monocardia violacea

- Datos: Q9034586